# جنجیانگ
جنجیانگ (به لاتین: Zhenjiang) یک شهر مرکزی در جمهوری خلق چین است که در جیانگسو واقع شده‌است.

## خصوصیات
جنجیانگ ۳٬۷۹۹ کیلومترمربع مساحت و ۳٬۱۱۳٬۳۸۴ نفر جمعیت دارد.

## خواهرخوانده
شهرهای کیشکورش، کوچینگ، مانهایم، کوراشیکی، اوکایاما، لوندرینا، ایکسان، تمپی، آریزونا، ازمیت، لاک-مگانتیک، کبک و تسو، میه خواهرخوانده‌های جنجیانگ هستند.